# F.B.I. divisione criminale
F.B.I. divisione criminale (La môme vert-de-gris) è un film del 1953 diretto da Bernard Borderie.
Il film è basato sul libro di Peter Cheyney intitolato Poison Ivy.